# Lukas Menkhoff
Lukas Menkhoff (* 1958 in Aachen) ist ein deutscher Volkswirt und leitet seit Frühjahr 2015 die Abteilung Weltwirtschaft am DIW Berlin. Zudem ist er Professor an der Humboldt-Universität zu Berlin.

## Leben und Wirken
Lukas Menkhoff, eines von drei Kindern des Ingenieurs und Institutsdirektors Herbert Menkhoff (* 1928) und dessen Ehefrau Martha Menkhoff, geborene Kirsch, studierte von 1978 bis 1983 Volkswirtschaftslehre an der Albert-Ludwigs-Universität Freiburg und erhielt ein Stipendium der Friedrich-Naumann-Stiftung. 1985 wurde er an der Universität Freiburg summa cum laude promoviert und 1994 habilitierte er sich. Zu seinen vorherigen Stationen als Professor zählen die Christian-Albrechts-Universität zu Kiel, die Leibniz Universität Hannover und die RWTH Aachen. Seine Forschungsschwerpunkte sind internationale Finanzmärkte und finanzielle Entwicklung.

## Mitgliedschaften und Auszeichnungen
- Mitglied im wissenschaftlichen Beirat beim Bundesministerium für wirtschaftliche Zusammenarbeit und Entwicklung.

## Veröffentlichungen
- als Herausgeber: Pro-Poor Growth: Policy and Evidence. (= Schriften des Vereins für Socialpolitik. NF Bd. 314). Duncker & Humblot, Berlin Dezember 2006, ISBN 3-428-12361-1.
- Monetary Policy Instruments for European Monetary Union. Springer, Berlin u. a. Dezember 1997, ISBN 3-540-62454-6.
- als Herausgeber mit Beate Reszat: Asian Financial Markets. Structures, policy issues and prospects. (= Veröffentlichungen des HWWA-Institut für Wirtschaftsforschung – Hamburg. Bd. 44). Nomos-Verlags-Gesellschaft, Baden-Baden 1998, ISBN 3-7890-5615-4.
- Spekulative Verhaltensweisen auf Devisenmärkten. (= Schriften zur angewandten Wirtschaftsforschung. Bd. 67). Mohr Siebeck, Tübingen 1995, ISBN 3-16-146394-3.